# だもんで豊橋が好きって言っとるじゃん!
『だもんで豊橋が好きって言っとるじゃん!』（だもんでとよはしがすきっていっとるじゃん!、DAMONDE TOYOHSHI GA SUKITTE ITTORUJYAN）は、佐野妙による日本の4コマ漫画作品。
生まれも育ちも豊橋市の作者によるご当地コメディ。『まんがライフ』（竹書房）にて2019年1月号（2018年11月19日発売）より2022年9月号（2022年7月26日発売）まで連載。同誌の休刊後は『まんがライフオリジナル』へ移籍して、2022年9月号（2022年8月10日発売）より連載されている。『まんがライフSTORIA』（同社刊）のVol.34（2019年1月30日発売）にゲスト掲載。同社の『めんつゆひとり飯 増刊号』（2021年4月27日発売）にトリビュートマンガとして1ページ掲載。

## あらすじ
高校入学と同時に愛知県豊橋市の学校に転校してきた国元ほのか。「ボランティア部」の活動をしながら、豊橋市を中心に人柄や文化の触れあいを楽しんでいく。

## 登場人物

### ボランティア部
国元 ほのか（）
主人公。15歳、高校1年生。両親が離婚した経緯で豊橋市に引っ越してきた。ブラックサンダー好き。吉田ちぎりに勧誘され「ボランティア部」に仮入部し、ちぎりに教わったブラックサンダーのエピソードから、クラスに馴染めるきっかけを掴む。
吉田 ちぎり（）
ボランティア部の部長。今ではあまり使わない三河弁まで使って話す。興奮すると標準語になる。豊橋の話題に使える場面には豊富な知識を披露する。普段は優しく後輩への面倒見の良い性格だが、名古屋市と三河（豊橋市）を一緒くたにされたりするととにかく怒り出す。
阿曇 潤（）
ちぎりと同級生のボランティア部の部員。キャベツ農家の娘。ちぎりへのツッコミや世話係的なポジジョンにいるが、解説の補足など知識を持つ。
矢越 奈々（）
ほのかのクラスメイト。昨年、名古屋市から豊橋市へ引っ越してきた。性格はやや天然。「ボランティア部」を「ボルダリング部」と間違えていたが、ほのかに頼まれて入部する。祖母が三河弁の地域にいたため、ちぎりの三河弁も理解できている。
長内 理子（）
ほのかの隣のクラスの同級生。豊川市民。アイドルを目指している。目眩をおこし、ボランティア部の部室の前で休んでいるところを助けられ、阿曇の誘導により入部する。混乱すると三河弁が出る。
津辺 泰子
ボランティア部の顧問。化学担当の教師で、岡崎市出身。化学準備室にこもるため、幻の教師と言われる。八丁味噌と徳川家康に詳しく相当なこだわりを持っている。
青島 美佳
ボランティア部の副顧問。英語担当の非常勤教師で、豊橋生まれの浜松市育ち。ギャンブル好き。家康の件も含めて、何かと津辺ともめ事がある。

### 家族関係者
国元 佐知
ほのかの母。離婚してシングルマザーとなり、会社の支社のある豊橋市にほのかと一緒に引っ越してきた。元・夫とはかなりの確執がある。
喫茶店で偶然出会ったちぎりの母・辰子と仲良くなり、会社の悩みを相談したり一緒に出かける関係になる。離婚してから、縁起物にこだわるようになった。
吉田 辰子（）
ちぎりの母。ちぎりほどではないか、三河弁をしゃべる。
ほのかの母・佐知からは、「姐さん」呼びされている。
阿曇 珠子
潤の従妹で、園芸部の部長。田原市民。ボランティア部に畑の畝（うね）作りや草むしりの手伝いを頼んだ。植物に詳しいため、ちぎりより早く知識を披露する。
花卉農家の娘であり、電照菊の見学ツアーの案内もしている。
小渕 さくら
ちぎりの従妹で、中学生。新城市民。
言葉使いや振る舞いは上品だか、遠距離でもケッターで走り回るなど行動的。
八重子
ほのかの伯母（佐知の姉）。東京在住。
即断即決即行動の人物。離婚経験あり。

### 学校関係者
まい
ほのかのクラスメートで調理部。豊橋市民（中世古町在住）。
教室ではほのかの隣の席で、ブラックサンダーから会話が始まり友だちになった。最初は「国元さん」呼びだったが、のちに「ほのか」呼びになった。
ゆい
ほのかのクラスメートで、まいと同じく調理部。豊橋市民（海（太平洋）沿いの地区在住）。ほのかとは、まいの家へ奈々と一緒に勉強しにいく仲になる。
キヨ
理子の同級生でバレーボール部員。蒲郡市民。好きな食べ物は鶏からあげのレモン煮（蒲郡市の給食で提供されるおかず）。
田中 マイコ（）
調理部の部長。ちぎりや潤と親しい同学年。豊橋市民（手筒花火が行われる地区在住）。
ボランティア部に料理用具の棚卸しを頼んだ。また、ちぎりの頼みを聞いて対応している。
智
バスケットボール部の部長。小学生の時三遠ネオフェニックスの選手が教えに来たのかきっかけでバスケが好きになる。

### その他
大原 涼子
国本家の隣に住む住民。夜中に大声で歌っていたため、お詫びとして大葉のお裾分けを持ってきた。

## 制作背景
佐野の育児が一段落したころに地元・豊橋を題材にした漫画の企画を担当編集者から持ちかけられたのが制作のきっかけである。

## 関連キャンペーン・イベント
単行本発売関連キャンペーン
- 1巻

とらのあなの他には、豊橋市の主な書店で先着で描き下ろしイラストカードや、ほのか達4人が描かれた「Myブラックサンダー」のプレゼントが行われた。
公式のPVも発売前に公開されている。
- 2巻

全国の主な書店の他に豊橋市の店舗にて、先着で描き下ろしイラストカードや描き下ろしペーパーが付いた。また豊橋市や豊川市の主な書店で「うずら卵カッター」がプレゼントされた。
また豊橋市役所や豊橋市・豊川市の一部書店、作中で関連したヤマサちくわや八雲だんごの一部店舗や有楽製菓の直売所に、主人公・国元ほのかの立て看板が設置された。
- 3巻

全国の主な書店の他に豊橋市や名古屋市の店舗にて、先着で描き下ろしイラストカードや描き下ろしペーパーが付いた。
また愛知県と浜松市と湖西市の主な書店と全国の一部のアニメイトで、描き下ろしパッケージの「豊橋穂の菓　豊橋うずらサブレ（非売品）」がプレゼントされた。
豊橋市の豊川堂にて、3巻発売記念に2021年8月28日に「リアル＆オンライントークイベント」が開催予定。
プロバスケットボールチームとのコラボ
2021年3月20日にBリーグ「三遠ネオフェニックス」の試合で、主人公・国元ほのかと選手達の似顔絵が描かれた応援グッズである「フェニックスの翼」がプレゼントされた。
LINE着せ替え配信
2021年3月25日12時から、竹書房とインクルーズのLINE着せ替えシリーズ第9弾として配信が開始された。
豊橋を元気にしたい! だも豊×豊橋穂の菓
2021年6月1日、新型コロナウイルスの打撃から豊橋の観光業界を活性化を目的に、描き下ろしバッケージの「豊橋穂の菓 おつつみフィナンシェ」のクラウドファンディングを開始。
返礼品としてサイン本や、缶バッジ、キーホルダー、トートバッグやＴシャツなどが用意された。
竹書房×だもんで豊橋杯争奪戦
2021年9月25日〜27日まで豊橋競輪場にて開催。優勝は新山響平選手。
さわやかウォーキング
2022年9月11日、JR東海のさわやかウォーキングとして「コミックス「だもんで豊橋が好きって言っとるじゃん!」掲載の豊橋名物を満喫」を開催。

## 豊橋市での市政情報発信
- 豊橋市は令和6年度（2024年度）から、本作を活用した市政情報の発信を行っており[24]、12月発行の広報とよはしから本作の書き下ろしが連載を開始している。

## 書誌情報
- 佐野妙 『だもんで豊橋が好きって言っとるじゃん！』 竹書房〈バンブー・コミックス〉、既刊8巻（2025年7月16日現在）
  1. 2020年2月27日発売[25][26]、ISBN 978-4-8019-6877-6
  2. 2020年9月26日発売[1]、ISBN 978-4-8019-7085-4
  3. 2021年7月27日発売[27]、ISBN 978-4-8019-7381-7
  4. 2022年5月26日発売[28]、ISBN 978-4-8019-7649-8
  5. 2023年3月16日発売[29]、ISBN 978-4-8019-7992-5
  6. 2024年3月15日発売[30]、ISBN 978-4-8019-8276-5
  7. 2024年9月17日発売[31]、ISBN 978-4-8019-8438-7
  8. 2025年7月16日発売[32]、ISBN 978-4-8019-8703-6